# ペドロ・フェリシアーノ
ペドロ・フアン・フェリシアーノ・モリーナ（Pedro Juan Feliciano Molina, 1976年8月25日 - 2021年11月8日）は、プエルトリコのリオ・ピエドラス出身の元プロ野球選手（投手）。
ニューヨーク・メッツの選手としてはジョン・フランコに次ぐ、球団2位となる484試合登板の記録を持つ。

## 経歴

### プロ入りとマイナー時代
1995年のMLBドラフト31巡目（全体863位）でロサンゼルス・ドジャースから指名され、入団。最初の4年間はルーキーリーグやA級で投げていたが、1999年は肩痛に苦しみ、シーズンを棒に振る。
2000年からはAA級・AAA級での登板もあった。
2001年10月15日にFAとなり、11月19日にシンシナティ・レッズと契約した。

### メッツ時代
2002年8月15日にショーン・エステスとのトレードで、ブレイディ・クラークと金銭と共にニューヨーク・メッツへ移籍した。9月4日にメジャーリーグ初登板を果たす。オフの10月11日にウェイバー公示を経てデトロイト・タイガースへ移籍した。12月16日に放出された。
2003年4月3日にメッツと契約したが、以降2年間はAAA級ノーフォーク・タイズでの登板が主になり、メジャーに定着するまでは行かなかった。

### ソフトバンク時代
2005年1月24日に福岡ソフトバンクホークスに入団。入団当初は制球に難があり、開幕一軍はならなかったが、二軍でのフォーム改善により制球が安定、その後一軍に上がってきてからは左のリリーバーとして活躍したものの、シーズン中盤以降は負け試合での登板やワンポイントリリーフがほとんどで、当初期待された活躍はできず、オフに戦力外通告を受け解雇された。もっとも、WHIPは1.16と非常に優秀な数字を残していた。

### メッツ復帰

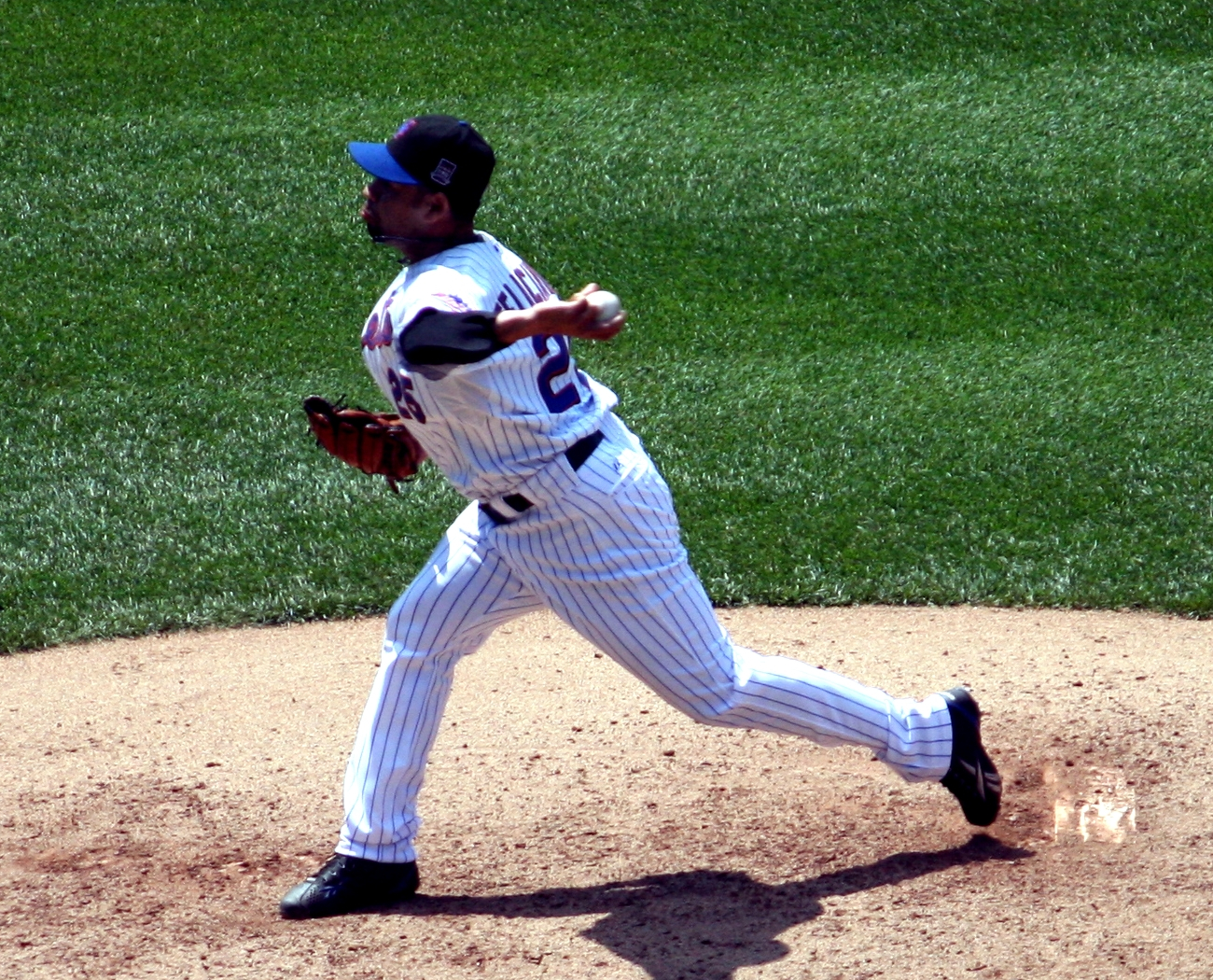
ニューヨーク・メッツでの現役時代
（2009年5月31日）

2006年2月28日にメッツに復帰。シーズン開幕前の3月には第1回ワールド・ベースボール・クラシック(WBC)のプエルトリコ代表に選出された。シーズンではは主に中継ぎとして活躍し、同年の地区優勝に貢献。
2007年も中継ぎとして活躍し、同年の地区2位に貢献した。
2008年は86試合に登板し、両リーグ最多登板を記録した。
2009年はシーズン開幕前の3月に第2回WBCのプエルトリコ代表に選出され、2大会連続2度目の選出を果たした。シーズンでは88試合に登板し、2年連続で両リーグ最多登板を記録した。
2010年は92試合に登板し、3年連続で両リーグ最多登板を記録した。オフの11月1日にFAとなった。

### ヤンキース時代
2011年1月3日に球団が2013年の選択権を持つ2年契約総額800万ドルでニューヨーク・ヤンキースへ移籍した。しかし、肩痛を再発させ、同年は登板することは無かった。
2012年も登板することは無かった。結局、ヤンキースでは2年間で登板することもなく、オフの11月3日にFAとなった。

### ヤンキース退団後
2013年1月21日に古巣・メッツとマイナー契約を結んだ。この年に遺伝性の心臓病が発覚。以降、悩まされることになる。
オフの10月31日にFAとなった。
2014年5月25日にセントルイス・カージナルスとマイナー契約を結んだ。
2015年2月4日にシカゴ・カブスとマイナー契約を結んだ。

### 死去
2021年11月8日に死去。45歳没。死因は長年患っていた遺伝性の心臓病であった。前日に家族とジェットスキーに興じており、その翌日の就寝中に死亡しているところを発見されたという。

## 詳細情報

### 年度別投手成績
| 年 度    | 球 団        | 登 板 | 先 発 | 完 投 | 完 封 | 無 四 球 | 勝 利 | 敗 戦 | セ 丨 ブ | ホ 丨 ル ド | 勝 率 | 打 者 | 投 球 回 | 被 安 打 | 被 本 塁 打 | 与 四 球 | 敬 遠 | 与 死 球 | 奪 三 振 | 暴 投 | ボ 丨 ク | 失 点 | 自 責 点 | 防 御 率 | W H I P |
| -------- | ------------ | ----- | ----- | ----- | ----- | -------- | ----- | ----- | -------- | ----------- | ----- | ----- | -------- | -------- | ----------- | -------- | ----- | -------- | -------- | ----- | -------- | ----- | -------- | -------- | ------- |
| 2002     | NYM          | 6     | 0     | 0     | 0     | 0        | 0     | 0     | 0        | 0           | ----  | 26    | 6.0      | 9        | 0           | 1        | 0     | 0        | 4        | 0     | 0        | 5     | 5        | 7.50     | 1.67    |
| 2003     | NYM          | 23    | 0     | 0     | 0     | 0        | 0     | 0     | 0        | 0           | ----  | 218   | 48.1     | 52       | 5           | 21       | 3     | 3        | 43       | 3     | 1        | 21    | 18       | 3.35     | 1.51    |
| 2004     | NYM          | 22    | 0     | 0     | 0     | 0        | 1     | 1     | 0        | 2           | .500  | 82    | 18.1     | 14       | 2           | 12       | 0     | 1        | 14       | 1     | 0        | 12    | 11       | 5.40     | 1.42    |
| 2005     | ソフトバンク | 37    | 0     | 0     | 0     | 0        | 3     | 2     | 0        | 11          | .600  | 157   | 37.0     | 30       | 5           | 13       | 2     | 6        | 36       | 0     | 0        | 17    | 16       | 3.89     | 1.16    |
| 2006     | NYM          | 64    | 0     | 0     | 0     | 0        | 7     | 2     | 0        | 10          | .778  | 256   | 60.1     | 56       | 4           | 20       | 1     | 3        | 54       | 1     | 0        | 15    | 14       | 2.09     | 1.26    |
| 2007     | NYM          | 78    | 0     | 0     | 0     | 0        | 2     | 2     | 2        | 18          | .500  | 275   | 64.0     | 47       | 3           | 31       | 4     | 5        | 61       | 1     | 1        | 26    | 22       | 3.09     | 1.22    |
| 2008     | NYM          | 86    | 0     | 0     | 0     | 0        | 3     | 4     | 2        | 21          | .429  | 237   | 53.1     | 57       | 7           | 26       | 8     | 3        | 50       | 2     | 0        | 24    | 24       | 4.05     | 1.56    |
| 2009     | NYM          | 88    | 0     | 0     | 0     | 0        | 6     | 4     | 0        | 24          | .600  | 242   | 59.1     | 51       | 7           | 18       | 4     | 0        | 59       | 2     | 1        | 25    | 20       | 3.03     | 1.16    |
| 2010     | NYM          | 92    | 0     | 0     | 0     | 0        | 3     | 6     | 0        | 23          | .333  | 280   | 62.2     | 66       | 1           | 30       | 6     | 6        | 56       | 1     | 0        | 24    | 23       | 3.30     | 1.53    |
| 2013     | NYM          | 25    | 0     | 0     | 0     | 0        | 0     | 2     | 0        | 5           | .000  | 51    | 11.1     | 11       | 1           | 6        | 2     | 1        | 9        | 1     | 0        | 5     | 5        | 3.97     | 1.50    |
| MLB：9年 | MLB：9年     | 484   | 0     | 0     | 0     | 0        | 22    | 21    | 4        | 103         | .512  | 1667  | 383.2    | 363      | 20          | 165      | 28    | 22       | 350      | 12    | 3        | 157   | 142      | 3.33     | 1.38    |
| NPB：1年 | NPB：1年     | 37    | 0     | 0     | 0     | 0        | 3     | 2     | 0        | 11          | .600  | 157   | 37.0     | 30       | 5           | 13       | 2     | 6        | 36       | 0     | 0        | 17    | 16       | 3.89     | 1.16    |

- 各年度の太字はリーグ最高

### 記録
NPB
- 初登板：2005年4月17日、対千葉ロッテマリーンズ4回戦（福岡Yahoo! JAPANドーム）、7回表2死に2番手で救援登板、1回1/3を無失点
- 初ホールド：2005年4月20日、対オリックス・バファローズ6回戦（福岡Yahoo! JAPANドーム）、7回表に3番手で救援登板、1回無失点
- 初奪三振：同上、7回表に谷佳知から空振り三振
- 初勝利：2005年6月2日、対阪神タイガース6回戦（阪神甲子園球場）、7回裏2死に5番手で救援登板、1回1/3を無失点

### 背番号
- 55（2002年 - 2004年、2013年）
- 28（2005年）
- 25（2006年 - 2010年）

### 代表歴
- 2006 ワールド・ベースボール・クラシック・プエルトリコ代表
- 2009 ワールド・ベースボール・クラシック・プエルトリコ代表